# Сант-Аньєлло
Сант-Аньєлло (італ. Sant'Agnello) — муніципалітет в Італії, у регіоні Кампанія, метрополійне місто Неаполь.
Сант-Аньєлло розташоване на відстані близько 220 км на південний схід від Рима і 26 км на південний схід від Неаполя.
Населення — 9102 особи (2014).
Щорічний фестиваль відбувається 14 грудня. Покровитель — Sant'Agnello.

## Демографія
Населення за роками:

Станом на 1 січня 2023 року в муніципалітеті офіційно проживало 269 іноземців з 36 країн, серед них 52 громадяни країн Євросоюзу та 100 громадян України.

## Сусідні муніципалітети
- П'яно-ді-Сорренто
- Сорренто